# K-9 and Company
A K9 and Company a Doctor Who sorozat spin-offja, amit 1981. december 28-án mutattak be. A magas érdeklődés ellenére nem készült folytatás, mert nem voltak elfogadhatók. Főszereplői az Elisabeth Sladen által alakított Sarah Jane Smith és a K9-s robotkutya, akinek John Leeson adja a hangját. Mindkét szereplő a negyedik Doktor idején szerepelt, de sosem szerepeltek egy epizódban korábban. A sorozat pilot részének a címe A Girl's Best Friend (Egy lány legjobb barátja).
Ezek után mindkét szereplő egy időre eltűnt a képernyőkről, de szerepeltek néhány részben. Így 2006-ban visszatértek az Osztálytalálkozó részben, ahol Sarah véletlenül találkozott a Doktorral mikor riportot akart készíteni egy iskoláról. Majd megjelentek főszereplőként a Sarah Jane kalandjaiban, de K9 csak pár részben jelent meg (kezdetben egy fekete lyuk őrzése (1-2 évad), majd pedig Sarah Jane megkérte hogy vigyázzon az örökbe fogadott fiára Luke-a az Oxfordon(4-5 évad)), végül az ötödik évad felénél abbahagyták Sladen halála miatt. Később egy regenerálódott korábbi K9 is kapott sorozatot.

## A műsor eredete
A sorozat gyökerei a sorozat akkori produceréhez John Nathan-Turner-hez köthető, aki vissza akarta tenni a sorozatba Sarah Jane Smith-t. Sladen nem fogadta el, ezért új szereplőt iktatott be a Logopolis részben.
Közben még az is elgondolkoztatta a producert mit tegyen K9-l. A robotkutya népszerű volt az elsődleges célközönség (a gyerekek) körében. Úgy döntött hogy egy gyerekeknek szánt spinoff-ban akarja szerepeltetni. Azonban kellett egy emberi szereplő is hozzá, ezért Elisabeth Sladen-t választotta ki mint Sarah Jane Smith. Ezt az ajánlatot már elfogadta a színésznő.

## Egy lány legjobb barátja
| Epizód címe          | Bemutató napja     | Hossza | Nézők száma (millió) |
| -------------------- | ------------------ | ------ | -------------------- |
| A Girl's Best Friend | 1981. december 28. | 50:00  | 8,4                  |

### Történet
Sarah Jane meg akarja látogatni Lavina nénit (aki sosem jelent meg a Doctor Who-n). Amikor megérkezett Sarah a birtokára kiderül hogy nénikéje egy turnéra ment Amerikában. De ekkor  Sarah Jane talált egy neki szánt ajándékot aki nem más mint a K9-s robotkutya. Vele együtt pedig elindul nyomozni hogy ki áll egy bizonyos szektának az emberáldozatai mögött.

## Produkció

### Szereplői jegyzet(ek)
Bill Fraser korábban szerepelt a Meglos részben.

### Vetítés és termelése
Az pilot részt 8,4 millióan nézték. Ez azt jelentette, hogy népszerűbb volt mint a Doctor Who John Nathan-Turner idejében. Ráadásul a 7,7 millió nézős Doctor Who-s The Five Doctors-l is népszerűbb. De Doctor Who 19. évadában is voltak még magasabb nézettséggel részek.
Mindezek ellenére nem fut tovább a sorozat. Közvetlen oka volt hogy a BBC One vezetője Bill Cotton elhagyta posztját , és Alan Hart vette át a helyét aki nem fogadta el a filmet. 1982 karácsonyakor megismételte a BBC2.
A könyvváltozatát a '80-s évek végén adta ki a Target könyvkiadó.
VHS-n 1995. augusztus 7.-n adták ki. Az USA-n pedig 1998 augusztusában adták ki. Jelenleg nem érhető el egyik változata sem. De 2008 június 16.-n kiadták DVD-n a Doctor Who: K9 Tales díszdobozában a The Invisible Enemy résszel együtt.

## Recepció
A pilot filmet 8,4-n nézték.
A sorozat bekerült az 5 legrosszabb tv-sorozat címek közé.

## További kalandok
Sarah Jane Smith és K9 az alábbiakban jelentek meg:
- The Five Doctors:Sarah Jane véletlenül a Gallifrey bolygóra kerül, miután nem hallgat K9 figyelmeztetéséra.
- Search Out Science- Search Out Space: K9 jelenik meg benne.
- Egy képregény
- Négy rövid történet.
- Sarah Jane Smith: Comeback
- Sarah Jane Smith: Mirror, Signal, Manoeuvre
- Doctor Who: Osztálytalálkozó írta Toby Whithehouse. K9 itt tönkrement, de Sarah Jane elviszi a Doktorhoz hogy megjavítsa (ennek az volt az oka hogy Sarah következményesnek látta hogy ember javítsa meg). Végül K9 feláldozza magát, de a rész végén kapott egy új változatot (K9 Mark III).
- Sarah Jane Kalandjai(2007–2011). K9-l kiderül a Invasion of the Bane részben kiderül hogy egy fekete lyukat őriz. A The Lost Boy részben röviden megjelenik hogy segítsen újraindítani a megőrült Mr. Smith computert. A fekete lyukas ügy megoldódik a The Mad Woman in the Attic. Majd a The Nightmare Man végén ismét visszatérő szereplő lesz miután Sarah Jane K9-t megkérte hogy védje meg Luke-t az Oxford egyetemben.
- A Doctor Who Journey's End részében ismét megjelenik K9 aki ott segíti a Földet visszavinni a helyére, Mr. Smith-l és a Torchwood 3-s csapatával (Sarah Jane megjelenik a The Stolen részben de K9 nem).

## Fordítás
- Ez a szócikk részben vagy egészben  a   K-9 and Company című angol Wikipédia-szócikk fordításán alapul.  Az eredeti cikk szerkesztőit annak laptörténete sorolja fel. Ez a jelzés csupán a megfogalmazás eredetét és a szerzői jogokat jelzi, nem szolgál a cikkben szereplő információk forrásmegjelöléseként.